# 한서정공
한서정공은 대한민국의 자동차 회사로, 주로 소방차를 제작한다. 그러나 완성차를 단1대도 생산하지 않고 쭉 이어가다 2014년 해체했다.